# Cassio Brucurelli
Cassio Brucurelli, anche noto come Cassio da Narni (Narni, 1480 – circa 1536), è stato un poeta italiano.

## Biografia
Nacque attorno al 1480, figlio di Bartolomeo Brucurelli da Narni. Si trasferì ancora giovane a Ferrara, ed entrò presto a far parte della corte del duca Alfonso I d'Este. In quegli anni fece conoscenza e amicizia con molti dei più famosi letterati del tempo, primo fra tutti Ludovico Ariosto, che Brucurelli stesso ricordò come "precettore e maestro".
Nel 1521 pubblicò La morte del Danese, sua opera principale, un poema epico-cavalleresco su imitazione dell'Orlando furioso dell'amico Ariosto. La prima edizione, pubblicata a Ferrara, si dimostrò tuttavia di qualità così pessima da indurre Brucurelli a curarne subito una seconda, edita l'anno successivo a Milano. Mentre era ancora in vita La morte del Danese venne ristampato una terza volta a Venezia nel 1534.
Si sposò con Filippa Bagnacavallo, dalla quale ebbe molti figli. Non si conosce con precisione la data della sua morte, ma è menzionato per l'ultima volta in vita nel 1536, cosa che fa pensare ad un suo decesso di lì a poco tempo.

## Stile
Lo stile di Brucurelli è influenzato soprattutto da Petrarca e Ariosto; di quest'ultimo riprende nel Danese tematiche e personaggi, anche se con esito molto meno riuscito e smaccatamente cortigiano. Il linguaggio di Brucurelli si dimostra invece composito, molto vicino al parlato e con numerose particolarità, soprattutto latinismi, toscanismi e altre forme dialettali.